# Neocallicrania miegii
Neocallicrania miegii är en insektsart som först beskrevs av Bolívar, I. 1873.  Neocallicrania miegii ingår i släktet Neocallicrania och familjen vårtbitare. Inga underarter finns listade i Catalogue of Life.